# V. Frigyes osztrák herceg
V. Frigyes osztrák herceg (Bécs, 1347. március 31. – Bécs, 1362. december 10.)

## Származás
Frigyes II. (Habsburg) Albert osztrák főherceg (1298–1358) és Pfirt-i Johanna grófnő (1300-1351) második fia volt. A szülők 1324. február 15-én házasodtak össze.
Apai nagyszülei: I. Albert német király és Görz-i Erzsébet karintia-i hercegnő.
Anyai nagyszülei: III. Ulrik pfirt-i gróf és Burgundia-i Johanna grófnő.

## Élete
Frigyes nem nősült meg és utódai sem születtek. 1362. december 10-én, mindössze 15 évesen távozott az élők sorából, Bécsben. Végső nyughelye a Hercegi Kriptában van, ugyancsak Bécsben, a Stephansdom templomi karzata alatti sírkamrában. Mivel Frigyes bátyja, Rudolf gyermektelenül halt meg, ezért a főhercegi székben őt két öccse, Albert és Lipót követte, társuralkodókként, III. Albert és III. Lipót néven.

## Testvérei
- Rudolf (1339. november 1 - 1365. július 27.), mint apja legidősebb fia, később IV. Rudolf néven osztrák főherceg lett 1358. augusztus 16. és 1365. július 27. között (társuralkodókként legidősebb öccsével, Frigyessel, azaz V. Frigyessel), aki 1350 körül feleségül vette az akkor csupán 8 éves Csehország-i Katalint, IV. Károly német-római császár és cseh király másodszülött leányát, ám gyermeke sajnos nem született tőle frigyük körülbelül 15 éve során. (Katalin nővérének, Margitnak I. Lajos magyar király volt a férje 1342 és 1349. szeptember 7. között.)

- Katarina (1342-1381. január 10.), ő később a Szent Klára rend apácája lett Bécsben

- Margit (1346-1366. január 14.), ő kétszer is férjhez ment. Első férje a 15 éves III. (Wittelsbach) Menyhért gorizia-tirol-i gróf lett 1359. szeptember 4-én. Nem lett gyermekük, Menyhért pedig 1363. január 13-án elhunyt. Margit 1364-ben újból férjhez ment, ezúttal a 42 esztendős, özvegy és hatgyermekes Luxemburg-i János Henrik tirol-i gróf és moravia-i őrgróf lett a hitvese. Nem született közös gyermekük frigyük körülbelül két éve alatt.

- Albert (1349. szeptember 9 - 1395. augusztus 29.), ő kétszer nősült meg élete során, először nőül vette a csupán 8 éves Csehország-i Erzsébetet, IV. Károly német-római császár harmadik leányát, 1366. március 19-én. Házasságuk 7 és fél éve alatt sajnos nem született közös gyermekük, a fiatalasszony pedig 1373. szeptember 19-én, mindössze 15 esztendős korában elhunyt. Mivel szüksége volt törvényes fiúörökösre, Albert 1375-ben újranősült, ezúttal a körülbelül 13 esztendős Nürnberg-i Beatrixot, V. (Hohenzollern) Frigyes őrgróf másodszülött leányát vette el feleségül. Egy fiuk született, Albert, 1377. szeptember 19-én, kinek fia szintén az Albert nevet viselte, s 1422. április 19-én feleségül vette Luxemburg-i Zsigmond magyar király leányát, Erzsébetet. Ez az Albert lett Zsigmond halála után Magyarország új királya, 1437. december 18-tól 1439. október 27-ig, Albert néven.

- Lipót (1351. november 1 - 1386. július 9.), ő 1365. február 23-án elvette a körülbelül 13 éves Visconti Viridis-t, Visconti Barnabás (Milánó ura) második leányát. Hat gyermekük (Vilmos, Lipót, Ernő, Frigyes, Erzsébet és Katalin) jött világra frigyük 21 éve alatt.

| Előző uralkodó: II. Albert | Ausztria hercege 1358 – 1362 | Következő uralkodó: IV. Rudolf |